# Three Chords & the Truth (album)
Albums de Van Morrison
The Prophet Speaks
(2018) Latest Record Project, Volume 1
(2022)
Three Chords & the Truth est le quarantième album studio du chanteur nord-irlandais Van Morrison. Il est publié le 25 octobre 2019 par Exile Productions et Caroline Records. Van Morrison a écrit et composé l'ensemble des chansons qui composent l'album à l'exception de If We Wait for Mountains, coécrite avec Don Black.

## Titres
Toutes les chansons sont écrites et composées par Van Morrison sauf If We Wait for Mountains coécrite avec Don Black.
| Three Chords & the Truth | Three Chords & the Truth   | Three Chords & the Truth | Three Chords & the Truth | Three Chords & the Truth | Three Chords & the Truth | Three Chords & the Truth | Three Chords & the Truth | Three Chords & the Truth | Three Chords & the Truth |
| No                       | Titre                      | Durée                    |                          |                          |                          |                          |                          |                          |                          |
| ------------------------ | -------------------------- | ------------------------ | ------------------------ | ------------------------ | ------------------------ | ------------------------ | ------------------------ | ------------------------ | ------------------------ |
| 1.                       | March Winds in February    | 4:37                     |                          |                          |                          |                          |                          |                          |                          |
| 2.                       | Fame Will Eat the Soul     | 4:51                     |                          |                          |                          |                          |                          |                          |                          |
| 3.                       | Dark Night of the Soul     | 5:56                     |                          |                          |                          |                          |                          |                          |                          |
| 4.                       | In Search of Grace         | 3:41                     |                          |                          |                          |                          |                          |                          |                          |
| 5.                       | Nobody in Charge           | 4:12                     |                          |                          |                          |                          |                          |                          |                          |
| 6.                       | You Don't Understand       | 6:17                     |                          |                          |                          |                          |                          |                          |                          |
| 7.                       | Read Between the Lines     | 3:41                     |                          |                          |                          |                          |                          |                          |                          |
| 8.                       | Does Love Conquer All?     | 4:42                     |                          |                          |                          |                          |                          |                          |                          |
| 9.                       | Early Days                 | 3:40                     |                          |                          |                          |                          |                          |                          |                          |
| 10.                      | If We Wait for Mountains   | 2:42                     |                          |                          |                          |                          |                          |                          |                          |
| 11.                      | Up on Broadway             | 6:23                     |                          |                          |                          |                          |                          |                          |                          |
| 12.                      | Three Chords and the Truth | 5:00                     |                          |                          |                          |                          |                          |                          |                          |
| 13.                      | Bags Under My Eyes         | 4:05                     |                          |                          |                          |                          |                          |                          |                          |
| 14.                      | Days Gone By               | 7:43                     |                          |                          |                          |                          |                          |                          |                          |
| 67:30                    |                            |                          |                          |                          |                          |                          |                          |                          |                          |

## Musiciens
- Van Morrison - guitare rythmique acoustique, guitare électrique, piano électrique, saxophone, chant
- Dave Keary - guitare électrique, bouzouki
- Jay Berliner - guitare acoustique
- David Hayes, Pete Hurley, Jeremy Brown - basse
- John Allair, Richard Dunn - Orgue Hammond
- Paul Moran - orgue
- Teena Lyle - piano, percussions, vibraphone
- Stuart Mc Ilroy - piano
- Bobby Ruggiero, Colin Griffin - batterie
- Bill Medley - chant sur "Fame Will Eat the Soul"